# 梅津済美
梅津 済美（うめつ なるみ、1917年10月2日 - 1996年10月7日）は、英文学者。

## 略歴
山形県羽黒山麓生まれ。1945年東京文理科大学英文科卒。1949-50年米国に学ぶ。1967年「A study of William Blake : songs of innocence and of experience」で東京教育大学文学博士。名古屋大学教養部教授、81年定年退官、名誉教授。1989年『ブレイク著作集』で日本翻訳文化賞受賞。

## 著書
- 『ウィリアム・ブレイクの研究』垂水書房 1963
- 『ブレイク研究 改訂新版』八潮出版社 1977
- 『素人の立場 文明を問い直す』八潮出版社 1979
  - 『文明を問い直す 一市民の立場から』八潮出版 1987
- 『ブレイクを語る』八潮出版社 1980

### 翻訳
- 『ブレイクの手紙』八潮出版社 1970
- 『ブレイク全著作』名古屋大学出版会 1989